# Briscoe Motor Corporation
Briscoe Motor Corporation est un constructeur automobile  États-Unis.

## Production
L’entreprise basée à Jackson (Michigan) a commencé à produire des automobiles en 1914. Le nom de la marque était Briscoe. Le moteur quatre cylindres avait 2317 cm³ avec un alésage de 76,2 mm et une course de 127 mm. L’automobile à cinq places avait un empattement de 2642 mm et une largeur de voie de 1397 mm. Les freins n’agissaient que sur les roues arrière. Le véhicule à conduite à gauche n’était disponible qu’en une seule couleur. Vert avec roues blanches et noir 
Ailes. Les jantes des rayons étaient en bois.
Le système électrique a été conçu pour 6 V. La boîte de vitesses avait trois vitesses. Le Type B4-24 n’a été produit qu’en 1917 et 1920. Il y a une divergence entre les chiffres de production de Beverly Rae Kimes, Henry Austin Clark Jr. : Standard catalog of American Cars. 1805–1942 et les quantités figurant sur les numéros de châssis.

## Chiffre de Production
| Année | Chiffre de Production | Type        | Numéro de série du châssis | numéro de production déterminé par les numéros de châssis. |
| ----- | --------------------- | ----------- | -------------------------- | ---------------------------------------------------------- |
| 1914  | 4.938                 | B           | (*)                        |                                                            |
| 1915  | 7.093                 | B           | 101-4000 (*)               | 3899                                                       |
| 1916  | 8.149                 | 4-38 ; 8-38 | 15001-18846; 5001-8751     | 3845 + 3750 =7.595                                         |
| 1917  | 8.036                 | B 4-24      | 18847-26604                | 7757                                                       |
| 1918  | 8.193                 | B 4-24      | 26605-34885                | 8280                                                       |
| 1919  | 10.237                | B 4-24      | 34854-45240                | 10386                                                      |
| 1920  | 6.120                 | B 4-24      | 45241-45786                | 545                                                        |
| 1921  | 4.175                 | 4-34        | 50000-?                    |                                                            |
| total | 56.941                |             |                            |                                                            |